# Miquel Cors
Miquel Àngel Cors i Meya, nom artístic Miquel Cors (Barcelona, 1948 – Valldoreix, 2010) fou un actor de cinema, de teatre, doblador i cantant català.

## Biografia
Nascut a Barcelona el 1948 al barri de Sant Gervasi. El domicili familiar era al carrer Balmes, prop de la plaça Molina. Va estudiar al col·legi de La Salle Bonanova on va fer els estudis primaris i secundaris. Va ser membre de l'escoltisme a l'Agrupament Escolta Santa Agnès, a la parròquia del mateix nom durant la seva infància i joventut. Posteriorment, va estar uns anys vinculat a l'associació escolta Nois i Noies Escoltes (NINE). Retornà posteriorment al seu agrupament d'origen on s'integrà a l'equip de caps d'agrupament i des d'on contribuí entre els anys 1967 i 1970 a introduir la pedagogia de la coeducació a l'escoltisme, primer al seu agrupament i, com a experiència reeixida, al moviment escolta Minyons Escoltes. L'aprenentatge i els rudiments com a cantautor i actor els va fer en aquestes institucions. Va freqüentar també els ambients artístics i els cantautors de l'època (Grup de Folk, etc.).
Es va casar l'any 1972 amb la Carme Pedrol amb qui va tenir dos fills. Posteriorment, la seva parella va ser l'actriu Sílvia Munt amb qui va tenir una filla.

### Trajectòria artística
Els seus inicis sobre un escenari van ser com a cantautor a finals dels anys seixanta amb cançons d'animació, i una de les seves cançons, «Romanço del fill de vídua», amb text de Pere Quart, va assolir una certa notorietat. També participà a Bestiari, espectacle sobre textos de Joan Oliver.
Com a actor participà en l'experiència de l'Assemblea d'Actors i Directors, que a mitjans de la dècada de 1970 va intentar renovar l'escena catalana. Posteriorment, va participar en l'ocupació del Born per part del grup de Treballadors de l'Espectacle. Al costat de Sílvia Munt creà una companyia professional que oferí obres com Ondina de Jean Giraudoux. Entre altres treballs posteriors treballaria amb la Companyia Flotats a l'opereta Cal dir-ho? d'Eugène Labiche, amb Josep Maria Flotats, o Les dones d'en Jake de Neil Simon. El seu darrer treball teatral va ser Sarabanda d'Ingmar Bergman, al Teatre Nacional de Catalunya.
Va treballar molt com a actor de doblatge, tasca en la qual va tenir un notable èxit, tant en català com en castellà, amb més de 400 doblatges de sèries i pel·lícules. Va participar en cintes com Pirates del Carib, La guerra de les galàxies, Ocean's Twelve, El xou de Truman, Excàlibur (posant la veu de l'actor Nigel Terry), Indiana Jones i el regne de la calavera de cristall, Els Blues Brothers, entre d'altres. Al cinema va aparèixer en diverses pel·lícules, com Mi hermano del alma o Material urbano. La seva darrera participació en el mitjà va ser a El truco del manco, de Santiago Zannou.
El seu gran èxit popular va ser a la televisió, en interpretar el personatge d'Antònio Aiguader en la primera telenovel·la de Televisió de Catalunya, Poble Nou. El 1995 va ser nominat al premi Fotogramas de Plata a millor Actor per aquest treball.
Va morir a Valldoreix, Vallès Occidental, el 27 de maig de 2010.

## Teatre (obres)[calcitació]
- Bestiari Joan Oliver. 1972
- Granja animal. Musical basat en la novel·la de George Orwell. Teatre Romea. 1976
- El somni d'una nit d'estiu de Shakespeare. Saló Diana. 1977
- El diluvio que viene. 1980
- Els Pastorets de Josep Maria Folch i Torres. Cia. Teatre Estable de Barcelona. Teatre Romea. 1980
- La Blancarrosa Sirena de la mar blava de Damià Barbany i Santiago Sans. Dir.Damià Barbany. Cia. Teatre del Confetti. Teatre Romea. 1980
- L'òpera dels tres rals de Bertolt Brecht i Kurt Weill. Dir. Mario Gas. Teatre Romea. 1984
- Romeo i Julieta de Shakespeare. Dir. Esteve Polls. 1986
- La filla del Carmesí de Josep Maria de Sagarra. Dir. Jordi Mesalles. Teatre Romea. 1987
- Ondina de Jean Giraudoux. Dir. Santiago Sans. Cia. Sílvia Munt. Teatre Goya. 1987
- La neta del sol d'Ever Martin Blanchet. Teatre Romea. 1989
- Cabaret de Joe Masteroff, John Kander i Fred Ebb. Dir. Jerôme Savary. Teatre Novedades. Festival Olímpic de les Arts. 1992
- Medea d'Eurípides. Dir. Núria Espert. Teatre Grec. 1992
- Un dia de Mercè Rodoreda. Dir. Calixto Bieito. Teatre Grec. 1993
- Amanda de Carnsten Ahrenholz. Dir. Hermann Bonnín. Sala Beckett. 1993
- Cal dir-ho? d'Eugène Labiche. Dir. Josep Maria Flotats. Cia. Flotats. 1994
- Les dones d'en Jake de Neil Simon. Dir. Simone Benmussa. Focus. 1995
- El Culékulé de Xavier Bosch. Teatre Arnau. 1996
- Escenes d'un matrimoni / Sarabanda d'Ingmar Bergman. Teatre Nacional de Catalunya. 2010